# Ole Birk Olesen
Ole Birk Olesen, född 21 december 1972 i Gram i dåvarande Sønderjyllands amt, är en dansk politiker. Han är ledamot av  Folketinget sedan valet 2011 för partiet Liberal Alliance. 28 november 2016 blev han minister för transport-, byggnads- och bostadsfrågor i dåvarande regeringen Lars Løkke Rasmussen III.
Innan Olesen blev utnämnd till minister var han ordförande i Folketingets finansutvalg (finansutskott), samt talesperson för Liberal Alliance i finans-, skatte- och kommunfrågor.

## Bakgrund
Ole Birk Olesen är uppvuxen i Agerskov i dåvarande Nørre-Rangstrups kommun och är son till tidigare gårdsägaren Nis Olesen och tidigare kontorsassistenten Margit Olesen. Han är gift med fotografen Sif Meincke. Han var elev vid Aabenraa Statsskole, utbildade sig senare vid Danmarks Journalisthøjskole (nuvarande Journalisthøjskolen) och arbetade som journalist på Ekstra Bladet och Berlingske Tidende.

## Politisk karriär
I ungdomen var han medlem i Venstres Ungdom, varav i två år (1994–1996) som ledamot av dess riksstyrelse. Under Anders Fogh Rasmussens tid som partiledare för Venstre och statsminister kritiserade Ole Birk Olesen dock starkt att Venstre, enligt Olesen, hade övergivit de  liberala principerna och i stället slagit in på en "socialdemokratisk mittfåra" ("socialdemokratisk midterkurs"). Efter att ha givit ut den välfärdsstatskritiska boken Taberfabrikken i maj 2007 var Olesen en under flera år ofta återkommande liberal debattör i medierna. Han var en av grundarna till den liberala nättidningen 180Grader (2007).

## Utmärkelser
- Riddare av Dannebrogorden,  2021[5]

[Redigera Wikidata]